# 대한민국의 고등학교
대한민국의 고등학교(高等學校)는 대한민국의 교육 과정에서 중학교와 함께 중등교육과정의 하나이다. 고등학교 과정은 총 3년으로 이루어지며, 중학교 교육을 기초로 하여, 입시에 필요한 중등 교육 및 취업에 필요한 실업 교육을 배우는 학교이다.

## 입학제도
고등학교는 중학교 과정을 마친 자들을 전산 추첨 혹은 학교장 모집 및 선발 방식으로 뽑는다. 

전산 추첨 방식 : 일반 고등학교 및 평준화 학교 

학교장 모집 및 선발 방식 : 비평준화 학교, 특수 목적 고등학교, 자율형 사립 고등학교, 특성화 고등학교 

입학에 필요한 자료로는 지역•학교에 따라서 학교생활기록부, 고입선발고사 성적 자료 등이 있다. 또한 필요에 따라서 면접, 실기 등을 활용할 수 있다.

## 대한민국 고등학교의 유형
대한민국의 고등학교 유형은 다음과 같다.

### 운영 주체에 따른 분류
- 국립(國立) 고등학교: 국가가 국비로 세워서 운영하는 학교로 거의 대부분이 국립 대학교에 부설된 고등학교이며, 이에 속하지 않는 학교는 6개 학교가 있다. 국립 대학교에 부설된 학교는 국립 고등학교이다.

- 공립(公立) 고등학교: 지방 정부가 지방 예산으로 세워서 운영하는 학교이다.

- 사립(私立) 고등학교: 학교 법인인 사학 재단이 직접 세워서 운영하는 학교이다.

### 교육 과정에 따른 분류
- 일반 고등학교
- 종합 고등학교
- 특수목적 고등학교
- 특성화 고등학교
- 혁신 고등학교

### 교육부에서 별도로 지정한 고등학교
- 특수목적 고등학교
  - 외국어고등학교
  - 국제고등학교
  - 과학고등학교
  - 예술고등학교
  - 체육고등학교
  - 산업수요맞춤형고등학교
- 자율형 고등학교
  - 자율형 사립 고등학교
  - 자율형 공립 고등학교
  - 과학중점 고등학교
- 특성화 고등학교
  - 상업 고등학교
  - 공업 고등학교
  - 농업 고등학교
  - 수산 고등학교
  - 가정 고등학교

### 기타 분류
- 과학영재학교
- 방송통신고등학교

사립 고등학교 중 학교 설립 주체자의 종교적 색채가 반영되어 있는 종교계 학교도 있다.
- 불교계 고등학교
- 개신교계 고등학교 (미션스쿨)
- 가톨릭계 고등학교

### 고등 교육 과정의 이외 학교
- 외국인학교
- 대안학교

## 고등학교의 교과목
고등학교 1학년때는 공통 과정으로 수업하다가, 고등학교 2학년부터는 인문사회 과정(통칭 문과. 예체능계 학생들은 문과반에 편성된다.)과 자연과학 과정(통칭 이과)로 나뉘어 수업하게 된다(2014년 이후로는 공통 과목이 사라진다.).

## 지역별 고등학교
| - 강원 - 경기 - 경남 - 경북 - 광주 | - 대구 - 대전 - 부산 - 서울 - 울산 | - 인천 - 전남 - 전북 - 제주 - 충남 | - 충북 - 세종 |

## 같이 보기
- 고등학교
- 대한민국의 고등학교 교과목
- 대한민국의 초등학교
- 대한민국의 중학교
- 대한민국의 대학